# Jared Butler

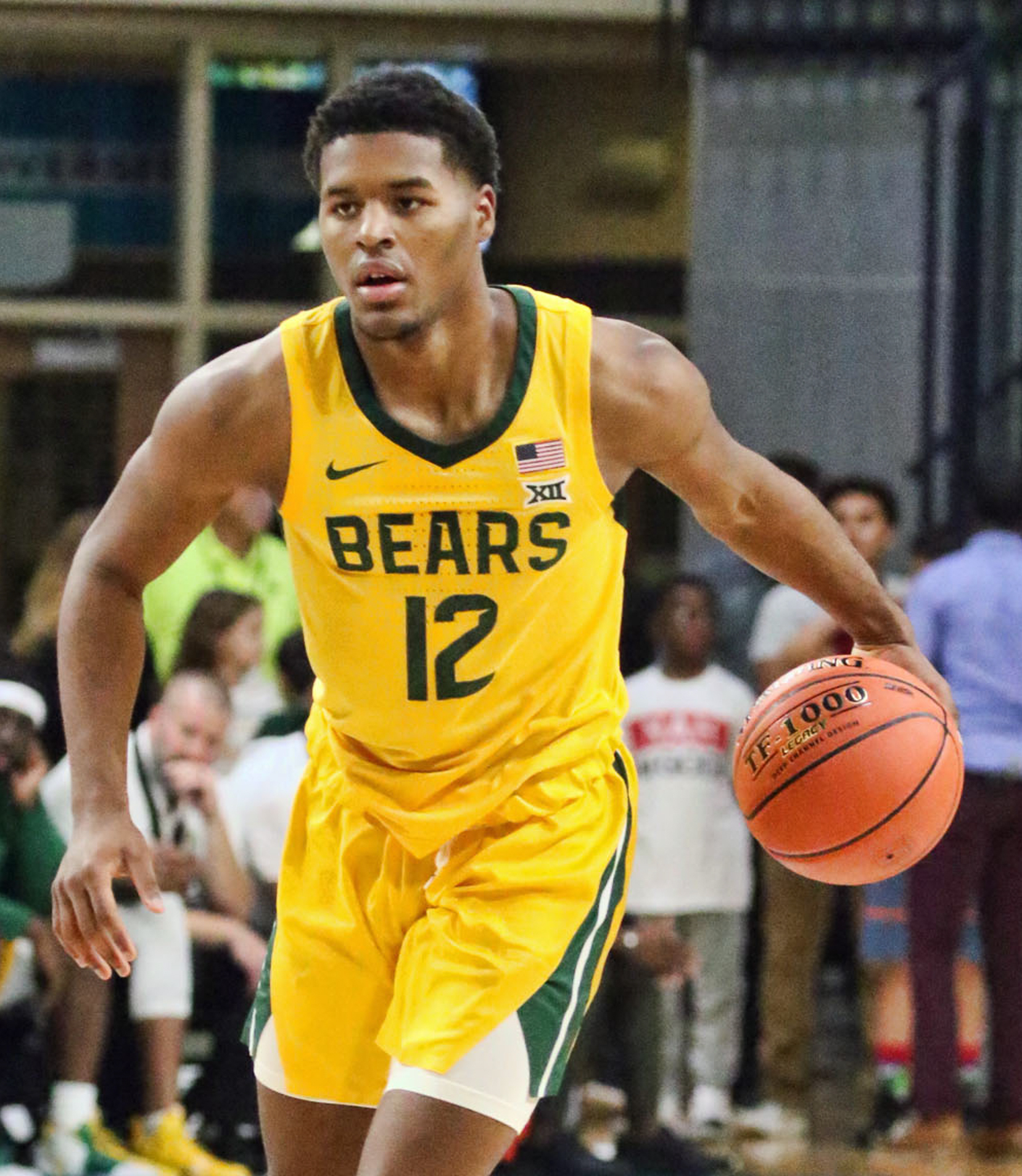
Jared Butler, 2019.

Jared Gladwyn Butler, född 25 augusti 2000 i Reserve i Louisiana, är en amerikansk professionell basketspelare (PG) som spelar för Phoenix Suns i National Basketball Association (NBA). Han har tidigare spelat för Utah Jazz, Oklahoma City Thunder, Washington Wizards och Philadelphia 76ers.
Butler draftades av New Orleans Pelicans i andra rundan i 2021 års draft som 40:e spelare totalt.
Innan han blev proffs studerade Butler vid Baylor University och spelade för deras idrottsförening Baylor Bears.